# Щукарьов Олександр Миколайович
Олександр Миколайович Щукарьов (* 14 листопада 1864, Москва — † 25 квітня 1936, Харків) — російський і український вчений у галузі хімії та фізики, один із засновників термохімії, математик і конструктор.

## Життєпис
Народився в сім'ї службовця. Батько мав сільськогосподарську освіту, працював вихователем, займався будівельною справою.
У 1885 р. закінчив середню школу та вступив на відділення природничих наук фізико-математичного факультету Московського університету. У студентські роки почав займатися хімією. Підчас одного з експериментів стався вибух, через що в Щукарьова було пошкоджено око.
Після закінчення університетського курсу у 1889 р. ще рік залишався в університеті, а потім поїхав до м. Мурома Володимирської губернії, де викладав у реальному училищі. У 1891 р. одружився з дочкою губернського секретаря Катериною Персональною, у цьому шлюбі народилося четверо дітей.
У 1893 р. повернувся до Москви та розпочав дослідження в термохімічній лабораторії, створеній на власні кошти професором В. Ф. Лугініним (пізніше цю лабораторію приєднали до Московського університету).
Своє перше визначне відкриття дослідник зробив у 1896 р., представивши швидкість розчинення твердого тіла в розчиннику у вигляді математичного рівняння («рівняння Щукарьова»).
У 1906 р. захистив магістерську дисертацію на тему «Исследования внутренней энергии газообразных и жидких тел» та перейшов працювати до Московського університету на посаду приват-доцента. До 1909 р. підготував кілька навчальних посібників з теорії фізики.
У 1909 р. запропонував удосконалення логарифмічної лінійки. Сконструював логарифмічний лічильний циліндр зі спіральною шкалою, який заміняв п'ятизначну таблицю логарифмів, мав високу точність і давав змогу виконувати ряд множень і ділень без потреби записувати проміжні результати.
В грудні 1909 р. захистив докторську дисертацію на тему «Свойства растворов при критической температуре смешения». Через кілька місяців залишив Москву і переїхав з родиною до Катеринославу, де працював екстраординарним професором кафедри загальної хімії Вищого гірничого училища. Виявив та описав явище хімічної поляризації, а також виявив магнітно-хімічний ефект, дослідженням котрого займався і в подальшому.
У вересні 1911 р. переїхав до Харкова, оскільки Харків як відомий університетський центр давав його дітям більші можливості для навчання. Обіймав посаду професора кафедри загальної та неорганічної хімії Харківського технологічного інституту. Продовжував досліджувати вплив магнітного поля на електроліз, вивчав вплив «дефектності» металів-електродів на електродний потенціал, описав вплив на електродний потенціал ультрафіолетового та рентгенівського випромінювання.
В Харкові Щукарьов мав змогу ознайомитись з «логічним піаніно» — — машиною, яку винайшов в 1870 р. англійський математик, професор Манчестерського університету Вільям Стенлі Джевонс (1835—1882). Цю машину відтворив професор Харківського університету, учений-хімик Павло Дмитрович Хрущов (1849—1909). Вона була здатна механічно робити найпростіші логічні висновки на основі змістових питань. Після смерті Хрущова в 1909 р. його вдова передала машину Харківському університету. Щукарьов значно вдосконалив конструкцію та побудував «машину логічного мислення», якак була зроблена цілком з металу та являла собою ящик заввишки 40 см, завдовжки і завширшки — 25 см. Вона мала 16 штанг, які приводилися у рух натисканням кнопок, розташованих на панелі введення даних (смислових посилок). Кнопки діяли на штанги, ті — на світлове табло, де висвітлювався (словами) кінцевий результат (логічні висновки із заданих смислових посилок).
На відміну від Джевонса и Хрущова, Щукарьов бачив у машині не просто шкільний посібник, а й представляв її своїм слухачам як технічний засіб механізації тих сторін мислення, що формалізуються. Щукарьов виступав з лекціями з питань пізнання і мислення у багатьох містах України, у Москві, Ленінграді. Спершу він демонстрував на лекціях машину, побудовану Хрущовим, а потім — сконструйовану ним самим.
У 1914 р. на запрошення Московського політехнічного музею він виступив з лекцією «Познание и мышление» та продемонстрував створену ним «машину логічного мислення». У 1925 р. опублікував у науково-популярному журналі «Вестник знания» статтю «Механизация мышления», в якій виклав свою теорію механізації формалізованих сторін мислення. В ній він, зокрема, зазначав: «Я спробував побудувати дещо видозмінений примірник, вводячи в конструкцію Джевонса деякі вдосконалення. Втім, ці вдосконалення не мали принципового характеру. Я просто надав інструменту дещо менших розмірів, зробив його весь із металу й усунув деякі конструктивні дефекти, яких у приладі Джевонса, слід визнати, було достатньо. Подальшим кроком уперед було приєднання до інструмента особливого світлового екрана, на який передаються результати роботи машини і на якому вони з'являються не в умовно-буквеній формі, як на машині».
Наприкінці 1920-х рр. Щукарьов передав «машину логічного мислення» на кафедру математики Харківського університету, що стало з нею пізніше — невідомо.
Через відмінну точку зору від позицій радянських учених-марксистів Щукарьова почали публічно цькувати в пресі. Осудження кібернетики, що розгорнулося надалі в СРСР, не сприяло оцінці праці Щукарьова. Однак через багато років забуття Щукарьов увійшов до історії як один із перших розробників механічних засобів обробки інформації, що відкрили шлях для створення комп'ютерів.
У 1926 р. Щукарьов заснував кафедру фізичної хімії в Харківському технологічному інституті.
У 1931 р. вчений пішов у відставку. У 1931—1935 рр. продовжував дослідницьку діяльність, співпрацюючи з низкою наукових установ.
Під керівництвом Щукарьова в Українському інституті прикладної хімії було проведено досліди щодо оптимізації роботи содової промисловості та зменшення втрат сировини. Крім того, розробки Щукарьова дали змогу визначити вплив різних факторів на кристалоутворення. Запропонував нову конструкцію ізотермічного калориметра для дослідження повільних теплових процесів.
В Інституті метрології брав участь у створенні термометричної лабораторії — розробив методику термохімічних вимірювань та запатентував метод виготовлення фотографічної емульсії з наддрібними частками бромистого срібла.
В Інституті експериментальної медицини досліджував вплив ультразвукових хвиль високої частоти на хід хімічних процесів та брав участь у розробці камери мікроклімату.
В Українському НДІ вогнетривів вів роботи з кінетики перетворень кварцу, визначення теплоти перетворень модифікацій кремнезему, розроблення методів дослідження теплоємності, формулювання питомих ваг тощо.
У 1935 р. Щукарьова знову запросили до ХТІ на кафедру фізичної хімії, де він мав керувати дослідженнями та читати лекції з хімічної термодинаміки для аспірантів. Однак Щукарьов захворів та 25 квітня 1936 р. помер.

## Наукова діяльність
Заклав основи сучасної термохімічної техніки, досліджував термічні ефекти в різних системах — від сплавів металів та органічних сполук до живих клітин, один із перших у світі проводив дослідження кінетики розчинення кристалів та експерименти щодо впливу магнітного поля на кінетику хімічних реакцій. Основні праці присвячені хімічній кінетиці та хімічній термодинаміці, вченню про розчини, термохімії та електрохімії. Досліджував критичні явища в газоподібно-рідких системах та в розчинах.
Створив «машину логічного мислення», здатну механічно здійснювати прості логічні висновки на основі вихідних смислових даних, вона вважається прообразом сучасного комп'ютера.
Підготував понад 70 оригінальних досліджень та близько 30 творів з історії філософії, деякі з них було видано за кордоном.

## Вшанування пам'яті
Після смерті Щукарьова, президія Харківського відділу Всесоюзного хімічного товариства ім. Д. Менделєєва клопоталася про організацію у Харківському технологічному інституті термохімічної лабораторії, яку було б названо на його честь. Цю ідею реалізовано не було.
У 2011 р. вийшла у світ книга «Профессор Александр Николаевич Щукарев. Трудно быть гением», створена за ініціативи та за участю наступника й послідовника вченого — професора В. Кошкіна, який у 1982—2011 рр. очолював створену Щукарьо вим кафедру фізичної хімії в Національному технічному університеті «Харківський політехнічний інститут». Того ж року на будівлі хімічного корпусу вишу було відкрито меморіальну дошку.